# Браун, Тимоти Рэй
Ти́моти Рэ́й Бра́ун (англ. Timothy Ray Brown, 11 марта 1966 — 29 сентября 2020) — американец, считающийся первым человеком, который вылечился от ВИЧ/СПИДа. Диагноз ВИЧ был поставлен Брауну в 1995 году, во время учёбы в Берлине, из-за чего он получил прозвище «Берлинский пациент» (англ. The Berlin Patient).

## Процедура
В 2007 году Браун прошёл процедуру, известную как трансплантация гемопоэтических стволовых клеток для лечения лейкемии, выполненную группой врачей в Берлине под руководством Геро Хюттера. Из 60 подходящих доноров они выбрали гомозиготного человека [CCR5] -Δ32 с двумя генетическими копиями редкого варианта клеточного рецептора. Эта генетическая характеристика придает устойчивость к ВИЧ-инфекции, блокируя прикрепление ВИЧ к клетке. Примерно 10 % людей европейского происхождения имеют эту унаследованную мутацию (в гетерозиготном состоянии), но она реже встречается в других местностях. Для лечения Брауна был выбран более редкий донор с гомозиготным вариантом мутации CCR5, таких людей в Европе около 1 % (в северных регионах Европы немного больше).
Через три года после трансплантации и, несмотря на прекращение антиретровирусной терапии, исследователи не смогли обнаружить ВИЧ в крови Брауна или в различных биопсиях. Уровни ВИЧ-специфических антител в крови Тимоти Брауна также снизились, что указывает на то, что функциональный ВИЧ, возможно, был исключён из его тела. Однако учёные, изучающие его дело, предупреждают, что эта ремиссия ВИЧ-инфекции необычна. Браун страдал от лейкоэнцефалопатии, которая потенциально смертельна. Это означает, что данная процедура не должна проводиться на других пациентах с ВИЧ, даже если можно найти достаточное количество подходящих доноров. Есть некоторые сомнения в том, что очевидное лечение Тимоти Брауна было связано с необычным характером полученных им стволовых клеток.
В 2019 году у Брауна произошёл рецидив рака крови. В конце сентября 2020 стало известно, что у него обнаружили рак в последней стадии. По словам медиков, после трансплантации ВИЧ больше не проявлялся, но в этом году рак стал широко распространяться по организму. Тимоти Рэй Браун умер 29 сентября 2020 года в 15:10 в хосписе в городе Палм-Спрингс в возрасте 54 лет.

## Фонд Тимоти Рэя Брауна
В июле 2012 года Браун объявил о создании Фонда Тимоти Рэя Брауна в Вашингтоне, округ Колумбия, деятельность которого посвящена борьбе с ВИЧ/СПИДом.